# 小米Max 3
小米Max 3是小米科技在2018年发布的一款Android智能手机。根据雷军和卢伟冰在新浪微博上的博文，Max系列已经停产。